# Тяга к глубине
«Тяга к глубине» (нем. Der Zwang zur Tiefe) — рассказ современного немецкого писателя Патрика Зюскинда, написанный в 1995 году; входит в сборник «Три истории».

## Сюжет
Одна молодая женщина из Штутгарта хорошо рисовала и подавала большие надежды. Но на первой её выставке один критик, желая поддержать её, сказал, что её картины красивы, но им «не хватает глубины». Художница, восприняв это как упрёк, впала в депрессию. Всюду ей чудились усмешки со стороны окружавших её людей; она пыталась рисовать «с глубиной», но ей казалось, что всё, что у неё получается, бессмысленно и глупо. Друзья старались поддержать её, но она отказывалась от помощи; они отвернулись от героини рассказа. Та в поисках «глубины» совсем забыла обо всём другом, потеряла связь с внешним миром; начала пить. Вдохновение вовсе покинуло её. Она предприняла поездку в Неаполь, но это ей не помогло.
Когда у неё кончились деньги, она уничтожила все свои картины и спрыгнула с телевизионной башни. Так как дул сильный ветер, то она упала не на асфальтную площадку, как задумывала, а на деревья, однако всё равно погибла. Это и помогло ей обрести известность в виде колонки в бульварной газетке. А тот самый критик, который когда-то сломал её жизнь, написал рядом: «как жаль, когда уходят из жизни нераскрывшиеся таланты! Ах, сколько глубины было в её последних картинах!»

### Внешние ссылки
- [www.lib.ru/ZUSKIND/glubina.txt Тяга к глубине]